# Rumporostralis
Rumporostralis — викопний рід безщелепних риб вимерлого класу Galeaspida, що існував у силурійському періоді (лландоверійська епоха, телицький ярус, 435 млн років тому). Рід виділений у 2020 році з роду Sinogaleaspis (Pan & Wang, 1980). Включає два види:
- Rumporostralis xikengensis (Pan & Wang, 1980)
- Rumporostralis shipanensis Shan, Zhu, Zhao, et al., 2020

Рештки обидвох видів знайдені у відкладеннях формації Сікен у повіті Сюшуй в окрузі Цзюцзян провінції Цзянсі на сході Китаю.